# 28 décembre 1946
Le samedi 28 décembre 1946 est le 362e jour de l'année 1946.

## Naissances
- Bill Lee, joueur de baseball américain
- Christian Donnat, joueur de football français
- Démosthène Agrafiotis, artiste grec
- Danielle Peter, joueuse de basket-ball française
- Edgar Winter, musicien américain
- Ernesto Balzi, acteur vénézuélien
- Giorgio Bertin, évêque catholique italien
- Jean-Paul Dupont, joueur de football français
- Mike Beebe, homme politique américain
- Pierre Falardeau, cinéaste et écrivain québécois
- Roger Bamburak, hockeyeur sur glace canadien
- Rosie Pinhas-Delpuech, femme de lettres turque
- Tim Johnson, homme politique américain

## Décès
- Émilie Bordeleau (née le 21 décembre 1879), institutrice québécoise
- Eugen Korschelt (né le 28 septembre 1858), zoologiste allemand
- Frédéric Weisgerber (né le 30 mars 1868), médecin et géographe français
- Francis Salabert (né le 27 juillet 1884), éditeur musical français
- Nicolas Engel (né le 30 avril 1902), coureur cycliste luxembourgeois